# Funeral Blues
"Funeral Blues" o "Stop all the clocks" es un poema de W. H. Auden. El poema apareció por primera vez en la obra de teatro de 1936 The Ascent of F6. Auden reescribió sustancialmente el poema varios años después como canción de cabaret para la cantante Hedli Anderson. Ambas versiones fueron musicadas por el compositor Benjamin Britten. La segunda versión se publicó por primera vez en 1938 y se tituló "Funeral Blues" en la obra de Auden de 1940, Another Time. El poema experimentó una renovada popularidad tras ser leído en la película Cuatro bodas y un funeral (1994), lo que también hizo que se prestara más atención al resto de la obra de Auden. Desde entonces se ha citado como uno de los poemas modernos más populares en el Reino Unido.

## Redacción y publicación
El poema tenía cinco estrofas cuando apareció por primera vez en la obra de teatro en verso de 1936 The Ascent of F6, escrita por Auden y Christopher Isherwood. Fue escrito como un poema satírico de luto por un líder político. En la obra, el poema se leía como una obra de blues, a la que había puesto música el compositor Benjamin Britten. Hedli Anderson, una cantante inglesa, era una de las principales intérpretes de The Ascent of F6.
Auden decidió reescribir varios poemas para que Anderson los interpretara como canciones de cabaret, entre ellos "Funeral Blues", y ya estaba trabajando en ellos en 1937. La reescritura se completó probablemente a finales de ese año y volvió a utilizar a Britten como compositor. Auden mantuvo las dos primeras estrofas de su versión inicial, pero sustituyó por completo las tres últimas con dos estrofas nuevas, ya que esos versos hacían suficientes referencias a la obra de teatro como para que no pudieran entenderse fuera de ella. Además, según el poeta Joseph Warren Beach, eran de una calidad relativamente baja. Esta versión se publicó por primera vez en la antología de 1938 Poems of To-Day, Third Series, de la English Association, y también apareció en el libro The Year's Poetry, 1938, compilado por Denys Kilham Roberts y Geoffrey Grigson (Londres, 1938), con el título "Blues".  Auden lo incluyó después en su libro Another Time (Random House, 1940) como uno de los cuatro poemas titulados "Four Cabaret Songs for Miss Hedli Anderson"; el poema en sí se titulaba "Funeral Blues" El poema apareció en la Collected Poetry de Auden de 1945 como Song No. XXX, y tampoco tenía título en las ediciones de 1950 y 1966.
Britten escribió una adaptación del poema para coro y grupo instrumental como parte de su música incidental para la primera producción de The Ascent of F6 en 1937, y más tarde la arregló para voz solista y piano en una colección de adaptaciones de poemas de Auden bajo el título Cabaret Songs.

## Análisis
Seamus Perry señala las similitudes entre la reescritura de Auden y los poemas de Cole Porter, que Perry considera "ingeniosos" e "ingeniosos". También opina que el poema no es tan "ligero" como la obra de Porter o sus orígenes cabareteros podrían sugerir. Según Perry, el poema muestra que "a menudo la verdadera inmensidad del amor se aprende al darse cuenta de la enormidad de su ausencia", citando concretamente el verso "Pensé que el amor duraría para siempre: estaba equivocado". Los dos últimos versos del poema en Another Time dicen: "Vierte el océano y barre los bosques./Porque ya nada puede ser bueno". Se trata de una rima innecesariamente corrompida, ya que sería correcta si se leyera "madera" en lugar de "bosques". Perry considera que esto es intencionado, diciendo que se siente casi como si el propio poema se "distrajera momentáneamente por la pena".
Al presentar el poema en imperativo, Auden llama la atención sobre el poema, según el académico John G. Blair. En 2009, la académica Heidi Hartwig argumentó que el poema puede leerse e interpretarse de muchas maneras diferentes, dependiendo de cómo se presente y de quién lo presente. Beach señala que en la versión revisada del poema, las dos primeras estrofas están vinculadas al mundo cotidiano, haciendo referencia a cosas mundanas como los aviones y los teléfonos. En cambio, las dos nuevas estrofas hacen referencia a cosas más comunes en las baladas típicas, como el océano o el cielo. Las dos mitades "tienen un tono subyacente de desilusión cósmica característico del periodo de entreguerras". Considera que la unión de las mitades hace que el poema sea "vivo" y atractivo para varios lectores.
El poema se lee íntegramente en la película de comedia romántica británica de 1994 Cuatro bodas y un funeral. El poema es leído por Matthew, un personaje interpretado por John Hannah, en un funeral. Tras el estreno de la película, la obra de Auden fue objeto de una mayor atención, en particular "Funeral Blues". Tras el estreno de la película, Faber and Faber publicó una colección de poemas de Auden -incluyendo "Funeral Blues"- que vendió alrededor de un cuarto de millón de copias. Una encuesta realizada en 1999 por la BBC situó el poema como el quinto poema "moderno" más popular del Reino Unido. La introducción de una antología poética del año 2000 publicada por Miles Kelly Publishing atribuyó a la lectura del poema en Cuatro bodas y un funeral el mérito de mostrar cómo la poesía podía ser "cool". En 2013 "Funeral Blues" fue descrita como "quizás la obra más conocida de Auden".
El poema se lee a menudo como un memorial. Un artículo en The New Yorker describe el poema como la "elegía de la era del SIDA" en la década de 1980. Es la contribución inglesa a la estatua que conmemora el desastre del estadio de Heysel, donde un muro de contención se derrumbó, causando 39 muertes el 29 de mayo de 1985, cuando el Liverpool F. C. se enfrentaba a la Juventus F.C. en la final de la Copa de Europa. La comisaria de la Policía Metropolitana, Cressida Dick, leyó el poema íntegramente en el funeral del agente de policía Keith Palmer, GM (1968 - 22 de marzo de 2017), que fue apuñalado mortalmente en el atentado de 2017 en Westminster.